# Museo regionale di scienze naturali (Torino)
Il Museo regionale di scienze naturali (MRSN) è un museo scientifico-naturalistico della Regione Piemonte, con sede a Torino.
Raccoglie, tra le altre, le collezioni di storia naturale dell'Università degli Studi di Torino, iniziate tra fine Settecento e i primi dell'Ottocento.
Istituito nel 1978 con la legge regionale n. 37/78, il museo si trova in via Giolitti nel centro storico torinese, ubicato nell'edificio già sede dell'ospedale San Giovanni Battista, sorto alla fine del XVII secolo ad opera di Amedeo di Castellamonte e completato da altri illustri architetti.

## Descrizione
Oltre alle collezioni dell'Università, il museo è anche attivo nella costituzione di nuove collezioni biologiche e abiologiche, ad esempio, le collezioni di entomologia raccolte durante le campagne di raccolta di vari entomologi torinesi o ex conservatori, fra cui Achille Casale, Pier Mauro Giachino, Mauro Daccordi, Pierluigi Scaramozzino, Guido Pagliano. Anche nel campo della vertebratologia ospita importanti collezioni, fra le quali quelle erpetologiche dell'America Latina (José M. Cei), nonché del Madagascar (raccolte principalmente da Franco Andreone).
Nel museo si possono visitare cinque sezioni principali, esposte su uno spazio di circa 1000 m². I campi scientifici trattati variano dalla zoologia alla entomologia, dalla botanica alla mineralogia, dalla geologia alla paleontologia. Al primo piano è inoltre presente una vasta biblioteca.
La sezione entomologica, «conosciuta in tutto il mondo, è di straordinaria importanza scientifica per la presenza di circa 15.000 esemplari tipici di numerose specie di insetti (in particolare coleotteri, imenotteri, lepidotteri, ortotteri ed emitteri), cioè di quegli individui su cui gli studiosi hanno descritto le specie nuove per la scienza».
Nell'agosto del 2013 un'esplosione di una bombola anti-incendio danneggió due piani del museo, che da allora rimase chiuso per 10 anni a causa di ritardi nei lavori di restauro e problemi finanziari.
Il 12 gennaio 2024 il museo ha riaperto ed è ritornato visitabile.

## Collezioni rinomate
Presenti le collezioni dei seguenti naturalisti:
Mario Giacinto Peracca, Tommaso Salvadori, Lorenzo Camerano, Enrico Festa, Filippo De Filippi, Daniele Rosa. 

## Conservatori
I conservatori del MRSN sono Franco Andreone (zoologia), Luca Ghiraldi (zoologia), Fabrizio Longo (botanica), Annalaura Pistarino (paleontologia), Massimiliano Senesi (mineralogia, petrografia e geologia).

## Attività di ricerca
Negli ultimi anni l'attività di ricerca dei vari conservatori e dei relativi collaboratori si è sviluppata prioritariamente in ambito botanico, entomologico, malacologico ed erpetologico. Di particolare rilevanza l'attività di ricerca e di salvaguardia delle specie di anfibi e di rettili del Madagascar.

## Biblioteca
La biblioteca del museo, istituita nel 1993, consta di circa 12.000 volumi. Tra di essi esiste un fondo antico di circa 6.000 testi, frutto dell'acquisto, ad opera del museo, della collezione degli eredi del Marchese Spinola nel 1982: sono antichi testi di pregio riguardanti le scienze naturali ed i viaggi di esplorazione scientifica, stampati tra il 1500 ed il 1850. Moltissime le opere di naturalisti ed entomologi illustri del XVIII e XIV secolo tra cui è possibile ricordare: Buffon, Linneo, Fabricius, Swammerdamm, Scopoli.
La biblioteca possiede altri libri antichi ma anche numerose raccolte di riviste, tra cui la completa collezione della rivista inglese Curtis's Botanical Magazine, conosciuta soprattutto per splendide riproduzioni di tavole di fiori colorate a mano.
Importanti anche i resoconti di viaggio sulle Indie Occidentali (fine Cinquecento - inizio Seicento), curati da Theodor de Bry, e i 38 volumi della Description de l'Égypte, realizzati da viaggiatori francesi dopo la spedizione di Napoleone in Egitto.
Tutti i volumi antichi e moderni sono presenti nel catalogo collettivo del progetto bibliotecario SBN, ed i periodici anche nel catalogo collettivo ACNP, a cui è legato il servizio di document delivery NILDE.

## Giardino botanico Rea
Dal 1989 il Giardino botanico Rea di Trana, avviato nel 1967 come privata istituzione, è parte integrante del Museo di scienze naturali. Il 14 maggio 2025 ne è stato presentato il piano di valorizzazione, valevole 3.6 milioni di euro, in parte finanziato dalle risorse statali del Fondo per lo sviluppo e la coesione.

## Galleria d'immagini

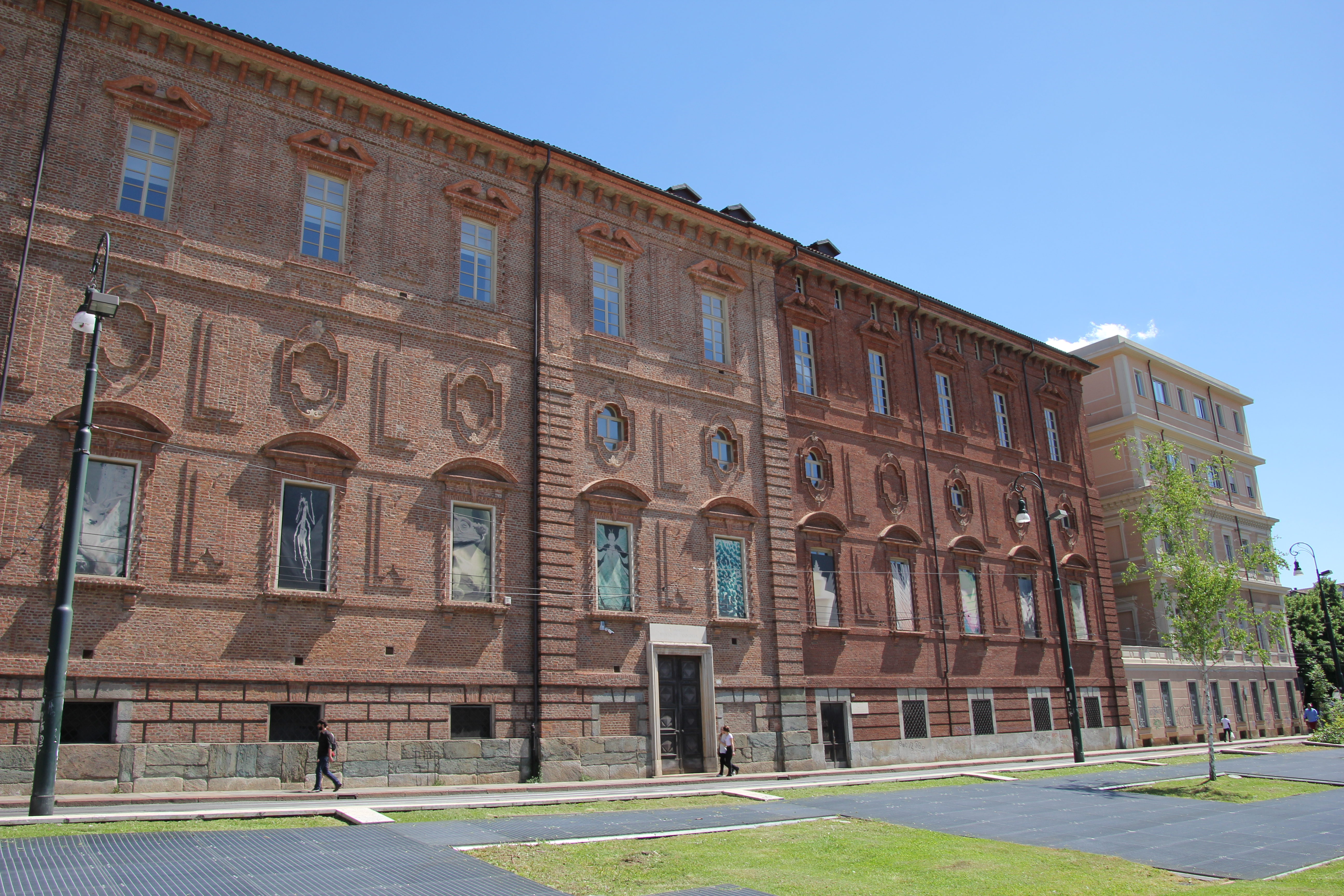
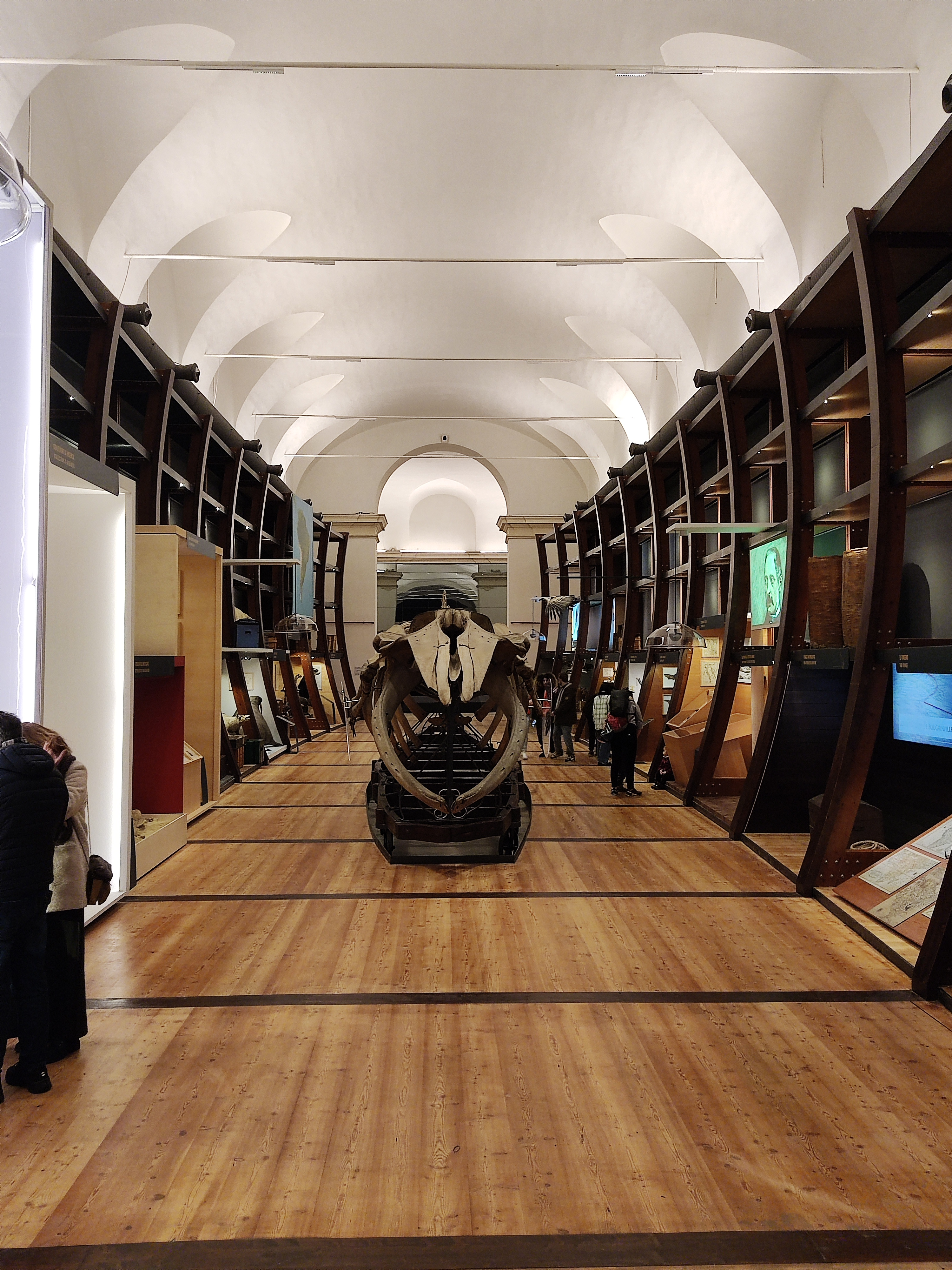
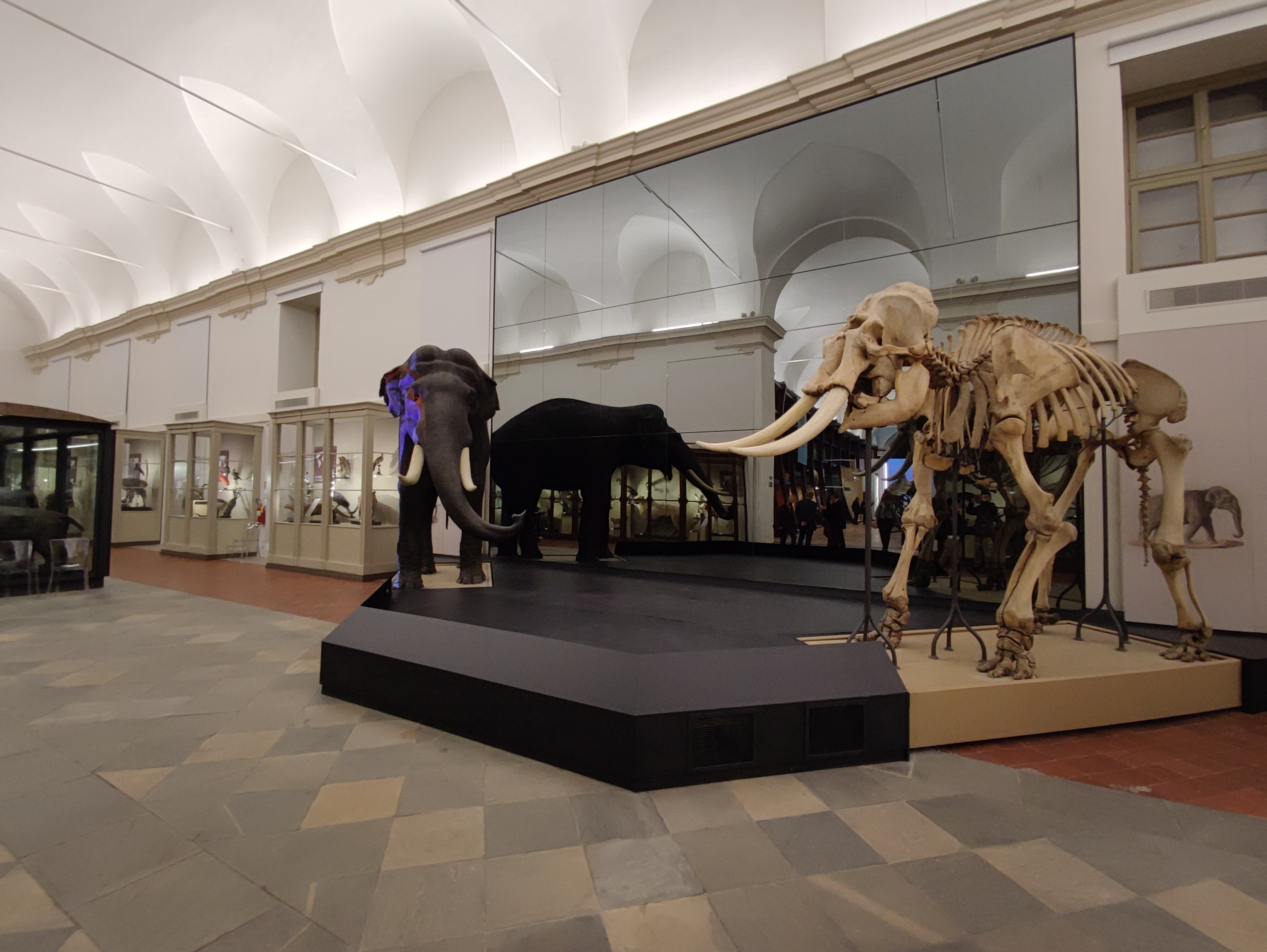